# Mirko Sandić
Mirko Sandić (Servisch: Мирко Сандић) (Belgrado, 9 mei 1942 – Belgrado, 24 december 2006) was een Joegoslavisch waterpolospeler.

## Loopbaan
Mirko Sandić nam als waterpoloër viermaal deel aan de Olympische Spelen van 1960, 1964, 1968, 1972. Hij eindigde met het Joegoslavisch team op de vierde, tweede, eerste en vijfde plaats.
In de competitie kwam Sandić uit voor Partizan, Belgrado.
Zdravko Ježić · 
Hrvoje Kačić · 
Milan Muškatirović · 
Antun Nardelli · 
Mirko Sandić · 
Božidar Stanišić · 
Zlatko Šimenc · 
Marijan Žužej
Ozren Bonačić · 
Zoran Janković · 
Milan Muskatirović · 
Ante Nardeli · 
Frane Nonković · 
Vinko Rosić · 
Mirko Sandić · 
Zlatko Simenc · 
Bozidar Staničić · 
Karlo Stipanić · 
Ivo Trumbić
Ozren Bonačić · 
Dejan Dabović · 
Zdravko Hebel · 
Zoran Janković · 
Ronald Lopatni · 
Uroš Marović · 
Đorđe Perišić · 
Miroslav Poljak · 
Mirko Sandić · 
Karlo Stipanić · 
Ivo Trumbić
Dušan Antunović · 
Siniša Belamarić · 
Ozren Bonačić · 
Zoran Janković · 
Miloš Marković · 
Uroš Marović · 
Ronald Lopatni · 
Đorđe Perišić · 
Ratko Rudić · 
Mirko Sandić · 
Karlo Stipanić